# 174

174(백칠십사)는 173보다 크고 175보다 작은 자연수다.

## 수학
- 합성수로, 그 약수는 1, 2, 3, 6, 29, 58, 87, 174다. 진약수의 합은 186이므로, 174는 과잉수다.
  - 제곱 인수가 없는 9번째 과잉수다. 이 성질을 지닌 앞의 수는 138, 다음 수는 186이다. (OEIS의 수열 A087248)
- 15번째 쐐기수다. 앞의 쐐기수는 170, 다음 쐐기수는 182이다.
- {\displaystyle 174=5^{2}+6^{2}+7^{2}+8^{2}}
  - 연속하는 네 자연수의 제곱합으로 나타낼 수 있으며, 이 성질을 지닌 앞의 수는 126, 다음 수는 230이다.
- {\displaystyle 59^{2}-1}은 174로 나누어떨어진다.

## 과학
- NGC 174: 조각가자리 방향에 있는 은하.

## 교통

### 철도
- P174: 수도권 전철 1호선 배방역의 역번호.

### 도로
- 일본 174번 국도: 효고현 고베시 주오구에 있는 일본의 국도. 고베항과 연결되며, 일본에서 가장 짧은 국도 노선이다.
- 현도 제174호선

## 군사
- U-174(영어판, 독일어판): 제2차 세계 대전에 사용된 나치 독일의 군용 잠수함.

## 문화유산
- 대한민국의 국보 제174호: 금동 수정 장식 촛대
- 대한민국의 보물 제174호: 청양 장곡사 철조비로자나불좌상 및 석조대좌
- 대한민국의 사적 제174호: 경주 탈해왕릉

## 방송
- 스카이라이프에서 중국 국제 방송인 CGTN 채널 번호.
- B tv의 카투니토 채널 번호.
- U+ TV의 엑스원 채널 번호.
- LG헬로비전의 국악방송 채널 번호.
- B tv 케이블의 애니맥스 채널 번호.

## 기타
- 연도: 174년, 기원전 174년